# 小尼傑山戰役
小尼傑山戰役發生於1916年11月12日至14日，是莫納斯提爾攻勢的開幕戰。為一場持續三天的戰役，以協約國軍隊的勝利告終。